# Гюнтер Розенберг
Гюнтер Розенберг (нім. Günther Rosenberg; 19 січня 1917, Гамбург — 17 лютого 1943, Атлантичний океан) — німецький офіцер-підводник, оберлейтенант-цур-зее крігсмаріне.

## Біографія
3 квітня 1936 року вступив на флот. З грудня 1938 року — вахтовий і дивізійний офіцер на легкому крейсері «Нюрнберг», з листопада 1939 року — на навчальному кораблі «Сілезія».  З серпня 1940 року служив в управлінні ВМС в Булоні. З жовтня 1940 по березень 1941 року пройшов курс підводника. З 19 квітня 1941 року — 1-й вахтовий офіцер на підводному човні U-372. В листопаді-грудні пройшов курс командира човна. З 15 грудня 1941 року — командир U-351, з 25 серпня 1942 року —  U-201, на якому здійснив 2 походи (разом 97 днів у морі). 17 лютого 1943 року U-201 був потоплений глибинними бомбами британського есмінця «Фейм» під час спроби атакувати конвой ONS 165. Всі 49 членів екіпажу загинули.
Всього за час бойових дій потопив 3 кораблі загальною водотоннажністю 15 696 тонн.
| Дата          | Назва корабля    | Тип               | Тоннаж | Вантаж | Екіпаж | Загинули | Країна     | Конвой  |
| ------------- | ---------------- | ----------------- | ------ | --- | ------ | -------- | ---------- | ------- |
| 2 жовтня 1942 | Alcoa Transport  | Торговий пароплав | 2,084  | Баласт (для завантаження бокситової руди)                                                                        | 36     | 7        | США        |         |
| 8 жовтня 1942 | John Carter Rose | Торговий пароплав | 7,191  | 7979 тонн бензину в 26 000 бочках та генеральні вантажі, включаючи продукти харчування, труби, шини і вантажівки | 61     | 8        | США        | TRIN-15 |
| 9 жовтня 1942 | Flensburg        | Торговий пароплав | 6,421  | Баласт (3400 тонн води) і 997 мішків британської військової пошти                                                | 48     | 0        | Нідерланди |         |

## Звання
- Кандидат в офіцери (3 квітня 1936)
- Морський кадет (10 вересня 1936)
- Фенріх-цур-зее (1 травня 1937)
- Оберфенріх-цур-зее (1 липня 1938)
- Лейтенант-цур-зее (1 жовтня 1938)
- Оберлейтенант-цур-зее (1 жовтня 1940)